# Spadener See

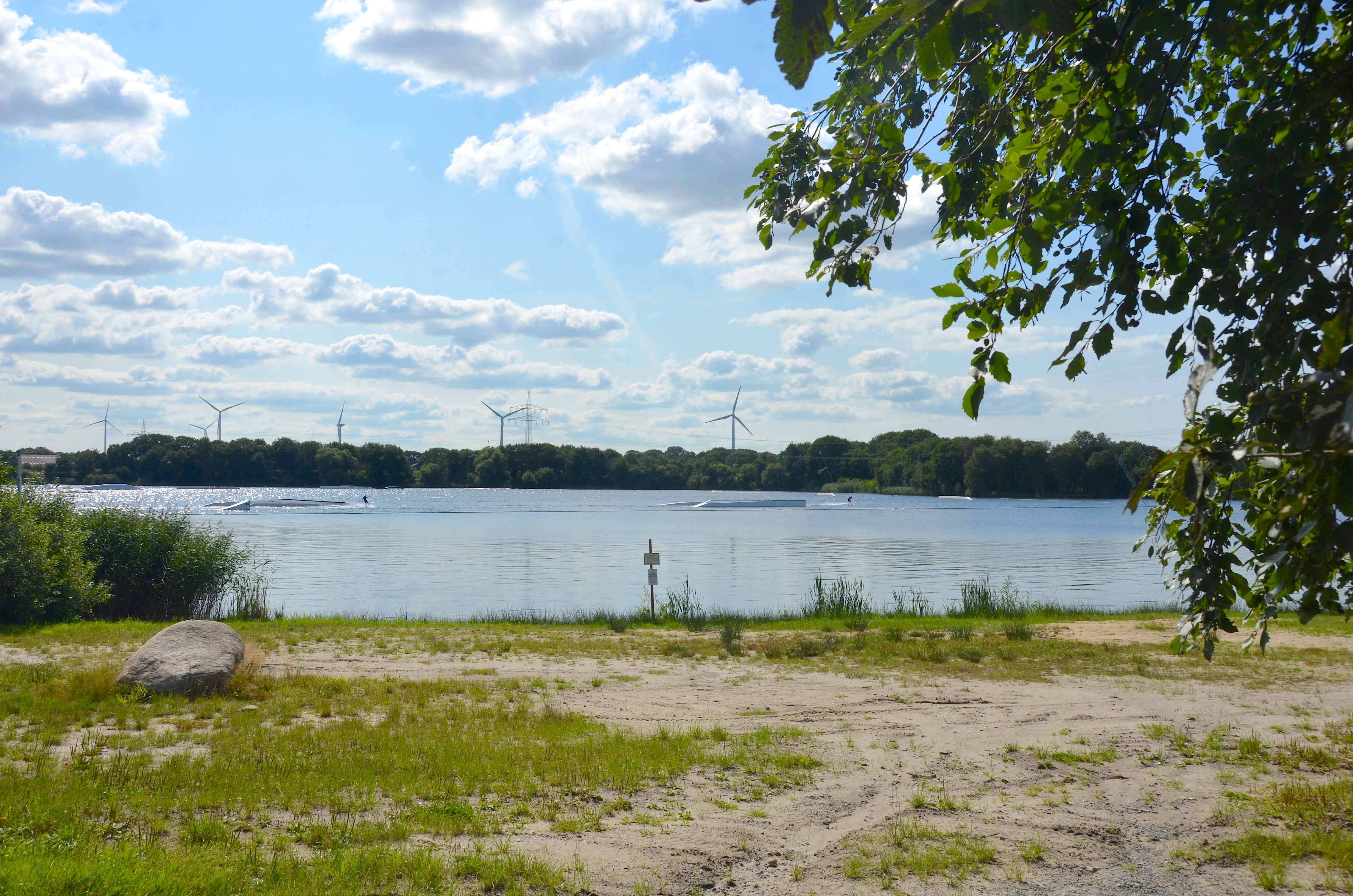
Spadener See

Der Spadener See ist ein Stillgewässer östlich der Ortschaft Spaden (Gemeinde Schiffdorf) im Landkreis Cuxhaven, Niedersachsen.
Er ist gegen Gebühr öffentlich zugänglich und es gibt dort Toiletten. Mitgebrachte Hunde dürfen ins Wasser gelassen werden.
Der See entstand in den 1970er Jahren im Zuge des Autobahnbaus bei Bremerhaven, wodurch es ermöglicht wurde, ein Naherholungsgebiet zu schaffen.
Er liegt an einem Campingplatz am Ostrand von Spaden, wenige Kilometer östlich der Stadt Bremerhaven entfernt in einem Moorgebiet, ist 16 Hektar groß und ein Naherholungsgebiet für Badegäste, Camper, Angler und Surfer.  
Eine ÖPNV-Anbindung erfolgte ab 1984 durch die Buslinie 8 der Verkehrsgesellschaft Bremerhaven AG (VGB); 2020 verkehrt das Anruf-Linientaxi (ALT) der Linie 507. Des Weiteren ist der See über ein Anruf-Sammel-Taxi (AST) an den öffentlichen Personennahverkehr angebunden. ALT und AST verkehren auch in den Schulferien.